# 아영면
아영면(阿英面)은 대한민국 전북특별자치도 남원시의 면이다.

## 개요
아영면은 남원시 동부권의 해발평균 고도가 452m인 산악고원 지대로 고랭지 농산물의 최적지로 감자, 상추, 포도, 흑돼지가 생산되고 있다. 장수군, 함양군과 경계에 솟아있는 봉화산(920m)은 봄의 철쭉과 가을억새가 장관을 이루며, 특히 우리 고전 흥부전의 흥부발상지로 서로간의 우애와 사랑을실천하면서 아름답게 살고 있는 흥부마을이다.

## 법정리
- 갈계리(葛溪里)
- 구상리(九相里)
- 두락리(斗洛里)
- 봉대리(奉大里)
- 성리(城里)
- 아곡리(阿谷里)
- 월산리(月山里)
- 의지리(蟻池里)
- 인풍리(引風里)
- 일대리(日坮里)
- 청계리(淸溪里)

## 학교
| 학교명       | 소재지                    | 비고        |
| ------------ | ------------------------- | ----------- |
| 아영초등학교 | 고인청계길 15 (청계리)    |             |
| 봉대초등학교 | 아백로 77 (인풍리)        | 1999년 폐교 |
| 일대초등학교 | 봉화산로 1040-16 (일대리) | 2000년 폐교 |
| 아영중학교   | 고인청계길 18 (청계리)    |             |